# Hamza Sakhi
Hamza Sakhi (arabisch حمزة ساخي, DMG Ḥamza Sāḫī; * 7. Juni 1996 in Rabat) ist ein marokkanisch-französischer Fußballspieler, der bei Wydad Casablanca unter Vertrag steht.

## Karriere

### Verein
Sakhi begann seine fußballerische Ausbildung 2004 bei LB Châteauroux, wo er bis 2014 in der Jugend und gegen Ende auch bei der fünftklassigen Zweitmannschaft spielte. Am ersten Spieltag der Saison 2014/15 debütierte er bei einer 0:1-Niederlage gegen den ES Troyes AC im Profibereich und direkt über 90 Minuten in der Ligue 2. In jener Saison spielte er insgesamt 24 Ligaspiele und vier Partien in den Pokalen.
Nach dem Abstieg des Vereins und einem weiteren Einsatz in der National, wechselte er im Sommer 2015 zum FC Metz wieder in die Ligue 2. Bei Metz kam er doch in der gesamten Spielzeit 2015/16 nur zu drei Zweitligaeinsätzen und einem im Ligapokal. Daraufhin wurde er für die gesamte Saison 2016/17 an den Drittligisten SAS Épinal verliehen. Dort war er gesetzt und bestritt 28 Ligaspiele und ein Pokalspiel.
Nach seiner Rückkehr wurde er direkt für die Saison 2017/18 an den Ligarivalen AJ Auxerre verliehen. Dort kam er Mitte Januar 2018 (21. Spieltag) gegen Chamois Niort bei einem 5:0-Sieg zu seinem ersten Treffer seiner professionellen Karriere. Mitte April desselben Jahres wurde er noch vor Ende der Leihe fest von den Auxerrois verpflichtet. In der gesamten Spielzeit 2017/18 schoss er fünf Tore und legte fünf weitere Treffer in wettbewerbsübergreifend 40 Einsätzen auf. Zur Saison 2018/19 wurde sein Stammplatz von Julien Féret übernommen und Sakhi kam bis zur Winterpause nur zu sechs Ligaeinsätzen.
So wurde er Mitte Januar an den Ligakonkurrenten FC Sochaux ausgeliehen. Hier spielte er bis zum Saisonende 15 Mal in der Liga, wobei er zweimal traf. Nach seiner Rückkehr spielte er in der Saison 2019/20 wieder öfter und kam auf drei Tore in 25 von 28 möglichen Ligapartien. In der Saison 2020/21 schoss er fünf Tore und legte unglaubliche zwölf Treffer auf, wofür er 36 Ligaspiele brauchte. Die Spielzeit 2021/22 beendete Sakhi mit 31 Ligaeinsätzen und zwei Pokalspielen, wobei er fünfmal traf. Zudem traf er einmal in den drei Relegationsspielen, in denen man sich im Finale gegen die AS Saint-Étienne durchsetzen konnte und in die Ligue 1 aufsteigen konnte.
Am ersten Spieltag der folgenden Saison 2022/23 lief er das erste Mal in der höchsten französischen Spielklasse auf, als es gegen den OSC Lille ging. Ende Oktober (13. Spieltag) schoss er gegen den AC Ajaccio zudem sein erstes Tor in dieser Liga, womit er den knappen Sieg seines Vereins einleitete. Ab August 2023 spielte er ein halbes Jahr auf Leihbasis bei Melbourne City und absolvierte dort auch sechs Partien in der AFC Champions League. Dann folgte der feste Wechsel zum AC Ajaccio zurück in die Ligue 2. Seit dem Sommer 2024 steht Sakhi nun bei Wydad Casablanca in der marokkanischen Botola unter Vertrag.

### Nationalmannschaft
Sakhi spielte mit seinem Land beim U17-Afrika-Cup 2013, wo er mit der U17-Nationalmannschaft den vierten Platz erreichte. Ein halbes Jahr später nahm er mit dieser auch an der U17-WM teil, wo er in vier Einsätzen einmal traf und mit seiner Mannschaft im Achtelfinale scheiterte. Insgesamt schoss er vier Tore in neun U17-Länderspielen.

## Familie
Seine beiden jüngeren Brüder Ilyas (* 2000) und Saif (* 1998) sind ebenfalls Fußballprofis und spielen aktuell beim FC Sion bzw. den Melbourne Knights.

## Erfolge
AJ Auxerre
- Aufstieg in die Ligue 1: 2022